# Rhododendron aberconwayi
Rhododendron aberconwayi (碟花杜鹃) es una especie de arbusto de la familia de las ericáceas. Es originaria del norte-centro de Yunnan, China, donde crece a una altitud de 2200–2500 metros. 

## Descripción
Es un arbusto que alcanza un tamaño de 1.5–2.5 m de altura, con hojas coriáceas que son oblongo-elípticas a lanceoladas, de 2.5–5 por 1–1.8 cm de tamaño. Las flores son predominantemente de color blanco.

## Taxonomía
Rhododendron aberconwayi fue descrita por John Macqueen Cowan y publicado en Rhododendron Year Book 1948: 42. 1948[1948].
Etimología
Rhododendron: nombre genérico que deriva de las palabras griegas ῥόδον, rhodon = "rosa" y δένδρον, dendron = "árbol".